# Rainer Werner Fassbinder
Rainer Werner Fassbinder (Bad Wörishofen, 31. svibnja 1945. – München, 10. lipnja 1982.), njemački filmski redatelj, scenarist i glumac.
Začetnik je njemačkog novog vala, te jedan od najplodnijih redatelja uopće snimajući po četiri cjelovečernja filma godišnje.
Blag i brutalan, nježan i ciničan, spreman na žrtvu i egocentričan, na poslu bezobziran diktator koji je stalno sanjao o radu u komuni, od svijeta zatvorenoj grupi ili kolektivu, debeljuškast tip, zapuštena izgleda, šlampav u odijevanju - uvijek u istoj crnoj kožnatoj jakni i trapericama, više je nalikovao zadriglom pijancu iz seoske bavarske krčme nego proslavljenom filmskom redatelju, koji je maštao o tome kako će jednog dana u Njemačkoj stvoriti europski Hollywood.

## Život
Rođen 31. svibnja 1945. u Bad Wörishofenu u njemačkoj pokrajini Bavarskoj kao jedinac u obitelji liječnika opće prakse Helmutha Fassbindera i njegove supruge Liselotte, nastavnice njemačkog, koja je poslije rata radila kao prevoditeljica, mali Rainer proživio je krajnje traumatično djetinjstvo.
Kad su mu bila tri mjeseca, roditelji su ga poslali stricu i teti na selo, jer su se bojali da kao nejako dojenče u njihovu nezagrijanu stanu neće preživjeti hladnu bavarsku zimu. U njihovu domu u Münchenu, naime, prozorska okna nisu bila ostakljena, pa je stan bilo nemoguće zagrijati. Uz to, gorivo je u prvim mjesecima poraća stajalo cijelo bogatstvo, koje liječnik, čija je ordinacija bila u četvrti s prostitutkama, Helmuthovim stalnim mušterijama, nije imao. Tako je mali Rainer svoje roditelje ponovno vidio tek nakon svog prvog rođendana. O njegovoj upornosti i tvrdoglavosti svjedoči zgoda da se kao četverogodišnjak popeo na oltar minhenske katedrale odakle, usprkos nagovaranju roditelja, nije želio sići.
No, prave traume tek su slijedile: otac je napustio obitelj kad je Raineru bilo šest godina: prvi Božić. 1951., bez oca, samo s majkom u stanu, zauvijek mu se urezao u pamćenje. U ključnom razdoblju djetinjstva za formiranje ličnosti, osim gubitka oca, Rainer često uz sebe nije imao ni majku, koja je obolijevala od tuberkuloze, posljedice ratnih stresova, i često je bila u sanatoriju, a dječak se morao brinuti sam za sebe. A i kad je bila kod kuće, majka mu je davala novac za kino, kako bi mogla u miru raditi i prevoditi. Tako je sedmogodišnji Rainer i po tri puta na dan išao na predstave, i pokretne slike potpuno su zaokupile njegovu maštu. Svoj prvi kazališni komad "Kraj tužnog razdoblja" napisao je kao devetogodišnjak.
- Odrastao sam u kaotičnoj obitelji, u kojoj nisu vrijedile nikakve građanske norme. Veoma rano počeo sam se sam brinuti za sebe: od sedme do devete godine života nisam imao nikoga tko bi mi rekao što je dobro, a što loše, što smijem, a što ne smijem raditi. Sve sam morao sam naučiti. Otac nas je rijetko posjećivao, a kad bi i došao, darovao bi mi Goetheova Fausta snimljenog na kaseti, operne arije i slične stvari - govori Fassbinder, koji je do 1980., kad je prvi put novinaru "Sterna" za intervjua pokazao svoju osobnu kartu, pothranjivao iluziju kako je rođen 1946. a ne godinu dana prije toga.
- Svi su me uvijek smatrali čudom od djeteta, pa sam tome i sam želio barem malo pridonijeti - izjavio je tada Fassbinder, koji je s majkom kao odrastao čovjek ipak uspio izgraditi nježan i prisan odnos. Unatoč tome što je kao jedanaestogodišnjak prvi put pobjegao od kuće jer nije želio živjeti pod istim krovom s majkom i poočimom. Svjesna svoje slabosti i nemogućnosti da obuzda sinovljevu divlju narav, majka je Rainera ispisala iz redovite škole te poslala u internat.
No, to je samo pogoršalo Rainerov problematičan odnos spram škole i nastavnog programa. Jednom mu je učiteljica opalila pljusku (tada je to bilo uobičajeno kažnjavanje učenika), jer je bio nemiran, a on se bacio na pod i iz sveg glasa zaurlao: "Upomoć, policija, upomoć!" Drugi put se usred sata išetao iz razreda uz objašnjenje: "Ja sad idem van jer mi je s vama dosadno." Iz internata je uz to redovito bježao, a kao petnaestogodišnjak se konačno preselio k ocu u Köln, gdje je očevoj drugoj supruzi pisao strastvene ljubavne stihove. Istovremeno je počeo zalaziti u homoseksualne barove i klubove, gdje je upoznao transvestita Uda Kiera, koji je kasnije postao jedan od njegovih omiljenih glumaca.
Kad je doznala za sinovljeve homoseksualne sklonosti, majka ga je željela poslati na psihoterapijsko liječenje, no već je bilo kasno: ona više nije imala nikakav utjecaj na njegovo ponašanje i odluke, čija je svakodnevica bio svijet prostitutki, svodnika, transvestita, biseksualaca te homoerota. U Kölnu se Rainer često fizički obračunavao s ocem, koji je tada nazivao prvu suprugu i govorio joj kako ga rođeni sin želi ubiti.
No, svejedno je Raineru očevo mišljenje bilo prvo i najvažnije kad je bila riječ o njegovoj umjetnosti: prve kazališne kritike iz novina uzbuđen je nosio ocu, koji ih nije želio čak ni pogledati. Isto tako je jedino žarko želio da otac vidi njegove filmove te govorio kako bi mu to bilo mnogo važnije od mišljenja ekipe, gledatelja i kritičara, te uspjeha u kinima i na festivalima. Majku je pak još 1966. uključio u svoju glumačku ekipu (nastupila je u dvadeset dva njegova filma), a kad joj je 1971. umro suprug, nagovarao ju je da se preseli k njemu, govoreći kako će u tom slučaju barem znati zašto i za koga radi.
Kako iz dva pokušaja nije položio prijamni ispit za režiju na Filmskoj akademiji u Berlinu, Rainer Werner Fassbinder se 1967. kao izvođač pridružio "akcijskom kazalištu" u Münchenu, koje je na scenu uglavnom postavljalo žestoke i provokativne političke komade. U svijet kazališta uvela ga je glumica Marite Greiselis, koju je upoznao u glumačkoj radionici - skupini je hitno trebala zamjena za kolegu koji je slomio prst. Fassbinder se u novoj situaciji odlično snašao i vrlo brzo nametnuo kao autoritet, no, idila je trajala kratko, jer je Marite njen dečko Heine Schoof iz ljubomore na probi sedam puta izbo nožem jer je primijetio da Fassbinder i Marite jedno za drugo pokazuju više od profesionalnog interesa. Marite je život spasio kolega koji je Heineu, poslije osuđenom na deset godina strogog zatvora, razbio stolac o glavu. A Fassbinder je pak kao alternaciju za ulogu u predstavi, koju je tumačila njegova izbodena ljubavnica, predložio Hannu Schygullu, koju je poznavao s glumačkog tečaja. Kasnije je pričao da je, čim ju je prvi put vidio na sceni, znao da će ona glumiti u gotovo svim njegovim filmovima.
Slična situacija dogodila se nekoliko mjeseci kasnije kad je Horst Sohnlein, suprug Ursule Stratz, voditeljice "akcijskog kazališta" demolirao dvoranu: Horst je vijest o romansi svoje bračne družice s Fassbinderom doznao za bolničkog liječenja. Iduće noći je Horst Sohnlein s terorističkom skupinom Andreasa Baadera, Gudrun Ensslin te Thorwalda Prolla u Frankfurtu podmetnuo požar u dvije velike robne kuće. Tako je vrlo brzo završilo razdoblje "akcijskog kazališta", a Fassbinder je zauvijek izgubio svaku simpatiju za teroriste i njihove akcije, te osnovao novu grupu, koju je iz pre-dostrožnosti definirao kao - "antiteatar".
Kad je u svojim filmovima "Putovanje majke Küsters u nebo" iz 1975. te "Treća generacija" iz 1979. jasno pokazao da terorizam svoje korijene ima ponajprije u privatnim frustracijama pojedinaca, a tek potom u političkim idejama i klasnoj svijesti, Fassbinderu se život našao u opasnosti. Prijetnje smrću i anonimna pisma još su više učestala nakon početka prikazivanja petnaestipolsatnog televizijskog serijala "Berlin Alexanderplatz" - zbog ismijavanja nacista i nacističkog režima. Kad je jednog dana kao osiguranje ispred svog stana zatekao naoružanog policajca, spakirao je kovčege i otputovao na nekoliko mjeseci u New York.
Opasnije za život od političkih prijetnji za Fassbindera pokazale su se njegove privatne veze: nekoliko godina bio je u vezi s gastarbajterom El Hedi Ben Salemom iz Maroka, kojem je u ekipi prvo povjerio posao pomoćnika producenta, a 1973. dao mu je glavnu ulogu u filmu "Svi drugi se zovu Ali". Samoukom Salemu, koji nije išao ni u kakvu školu i sam je naučio čitati i pisati, bilo je teško prihvatiti da Fassbinder uz njega ima i druge ljubavnike. Pošto prijetnje da će ga izbosti nožem, ako nastavi ljubovati s drugima, nisu urodile plodom, Salem je, pijan i izbezumljen od ljubomore, izbo nožem tri Nijemca u gostionici - srećom svi su preživjeli.
Uvjerenom da ih je ubio, El Hediju Ben Salemu su prijatelji iz Fassbinderova kruga pomogli da napusti Njemačku, a samo nekoliko tjedana potom film sa Salemom u glavnoj ulozi dobio je nagradu kritičara na festivalu u Cannesu. Mnogi su se čudili zašto glavnog glumca nema na festivalu, ali nitko osim Fassbinderove ekipe nije imao pojma da ga policija traži zbog trostrukog pokušaja ubojstva.
Da bi ponovno vidio Salema, Fassbinder je nekoliko scena svog idućeg filma "Nasilje slobode" 1974. snimao u Maroku i Salemu je ponovno dao malu ulogu. Nekoliko godina kasnije Salem se objesio u francuskom zatvoru, gdje je završio zbog manjeg prijestupa, a Fassbinder mu je posvetio svoj posljednji film, "Querelle", iz 1982.
"Nasilje, slobode" posvetio je, pak, tadašnjem ljubavniku, isto tako proleterskog podrijetla, Arminu Meieru, svom pomoćniku producenta i glumcu u dva filma. I ta je veza skončala tragično. Fassbinder Meiera 1978. nije pozvao na premijeru filma na festivalu Berlinale, kao ni na proslavu svog rođendana, pa si on na Rainerov 33. rođendan oduzima život. Njegovo mrtvo tijelo punih je tjedan dana ležalo u njihovu zajedničkom stanu, a pronašla ga je Lilo Pempeit, Fassbinderova majka, koju su zbog smrada koji se širio iz stana pozvali susjedi. Svaki put nakon tog događaja Fassbinder je na svoj rođendan zapadao u tešku depresiju, koja ga je, vjerojatno, četiri godine kasnije, stajala života.
Ni kraj veze s Kurtom Raabom, pomoćnikom producenta, rekviziterom i glumcem, koju je Fassbinder prekinuo nakon osam godina, nije bio manje dramatičan. Ucviljeni Raab je za osvetu angažirao snagatora da pretuče Rainera: no, umjesto da izvrši posao, plaćenik je o Raabovu djelu obavijestio žrtvu - nikad se nije saznalo zašto. Ipak, Kurt Raab se uspio osvetiti Fassbindera: nakon njegove smrti objavio je svoja sjećanja na život s velikim redateljem, prepuna zajedljivih detalja, te brojnih opisa homoseksualnih orgija kojima se prepuštao.
- Zar sam trebao napisati da smo u New Yorku posjetili Empire State Building, a sve ostalo preskočiti - branio je Raab svoj nemilosrdni dokumentaristički pristup.
Sve žene s kojima je bio u duljoj vezi, Fassbinder je, pak, žarko nagovarao da mu rode dijete. Prva mu je želju odbila Irm Hermann, potom supruga Ingrid Caven, a posljednja, montažerka Juliane Lorenz. No, malo je nedostajalo da se Rainer Werner Fassbinder u službene knjige upiše kao otac prvog sina Irme Hermann. Naime, pošto se par rastao u svađi i bjesu, Irma je zatrudnjela s obiteljskim čovjekom, koji se, pak, nije želio razvesti. Zbog toga se Fassbinder ponudio da prizna očinstvo djetetu, ali je Irme odbila njegovu želju: "Radije ću biti samohrana majka." Zbog te rečenice Fassbinder se zakleo da Irmu više u životu neće vidjeti, a kamoli s njom raditi. No, iznenada se predomislio te prevrnuo nebo i zemlju da je nađe. Napokon ju je pronašao u rodilištu u malom njemačkom gradu: djetetu nije postao otac, ali mu je dao ime - Franz.
- Filmska ekipa je moja obitelj, koju kod kuće nikad nisam imao. Zapravo sam si svojim filmovima želio izgraditi kuću: neki od njih su podrum, drugi krov, treći prozori i vrata: valjda ću tu kuću jednom dovršiti - izjavio je Fassbinder u jednom od posljednjih intervjua.
Njegova manična opsjednutost filmskim stvaranjem jedinstvena je u povijesti kinematografije. Većina najproduktivnijih redatelja jedva uspijeva svake dvije godine snimiti film, a Fassbinder ih je u prosjeku snimao četiri godišnje.
- To je kao bolest. Ne mogu uzeti godišnji odmor i jednostavno dokoličariti. Pa, ja sam se cijeli svoj život borio, pritom čak i gladovao, da bih mogao snimati filmove - govorio je redatelj čiji je prvi cjelovečernji film, "Ljubav je hladnija od smrti", publika na Berlinaleu 1969. izviždala. Autor statičnog crno-bijelog filma bez glazbe i gotovo bez riječi, lakonski je na novinskoj konferenciji odgovarao na agresivna pitanja. Potpuno samouvjeren i siguran u kvalitetu svog filma, umjesto da razmisli o promjeni zanimanja, Fassbinder je u glavi već imao tri nova scenarija. Njegov sljedeći film, "Katzelmacher" (Žabar) dobio je nagradu kritičara na festivalu u Mannheimu i još četiri druge nagrade. Prvi komercijalni uspjeh u njemačkim kinima postigao je s "Trgovcem četiri godišnja doba" iz 1971., a međunarodni s filmom "Svi drugi se zovu Ali", dobitnikom nagrade kritičara na filmskom festivalu u Cannesu 1974.
Tajna njegova uspjeha je i u tome što je radio s poznatom ekipom, koja mu je bila fanatično odana i mogla je pratiti njegov ubitačan radni tempo. Sekretarice, vozači taksija, prodavačice, obrtnici - to su bili Fassbinderovi glumci, skladatelji, montažeri, scenografi i producenti. Privučeni demonskom snagom njegove osobe ili su postali to što je Fassbinder od njih tražio, ili su morali otići. Primjerice, službenicu Irmu Hermann u početku je angažirao kao svoju glumačku agenticu. Irm je putovala Njemačkom uzduž i poprijeko s Fassbinderovim bookom pod pazuhom, a svugdje ju je dočekivao isti odgovor: "S takvim licem i izgledom vaš klijent nikad neće postati glumac." Fassbindera iz dva pokušaja nisu primili ni na Filmsku akademiju: tada je shvatio da više nema vremena za gubljenje te mahnito počeo realizirati vlastite projekte.
- Želim da moje ime u kinematografiji ima istu težinu kao Shakespeare u kazalištu, Mara u politici i Freud u psihologiji: da nakon mene u filmskom svijetu ništa više ne bude isto kao prije - govorio je redatelj, za kojeg nije postojala granica između privatnosti i posla, umjetnosti i stvarnosti. Njegova privatnost bio je njegov posao i obrnuto.
Rainer Werner Fassbinder preminuo je u trenutku dok je završavao montažu svog posljednjeg filma, "Querelle", u kojem glavne uloge tumače velike zvijezde Jeanne Moreau, Franco Nero i Brad Davis. Njegovo mrtvo tijelo bilo je okruženo bilješkama, knjigama snimanja, planovima za nove projekte... Kao i uvijek, Fassbinder je i u času svoje smrti istovremeno razvijao nekoliko projekata. Želio je da mu naslovnu ulogu u filmu "Rosa Luxemburg" igra Romy Schneider ili Jane Fonda, a pripremao je i film o svom najvećem poroku - "Kokain".
- Svatko treba za sebe odlučiti želi li živjeti kraće i intenzivnije ili dulje i normalnije - izjavio je redatelj, koji bi se u društvu našopao pilulama i pritom se cerekao drugima: "Da ih je netko od vas toliko popio, već bi odavno odapeo." Uz to, obožavao je i tzv. "igru kokoši", u kojoj se dva automobila na otvorenoj cesti u punoj brzini zalete jedan prema drugom, a pobjednik je onaj koji ne skrene. Uživao je i jureći kroz crveno svjetlo na raskršću uz riječi: "Ako sad naleti drugi auto, umrijet ću kao James Dean".
Zbog toga nije čudno što je na Fassbinderovu sprovodu svirala pjesma Janis Joplin "Me and Bobby McGee", koju je kao temu koristio u serijalu "Berlin Alexanderplatzu" snimljenom po istoimenom romanu Alfreda Döblina. Ako se kompliciran, buran i proturječan život Rainera Wernera Fassbindera može sažeti u jednu jedinu rečenicu, onda njegov smisao vjerojatno najbolje izražava refren te pjesme: "Sloboda je samo druga riječ za situaciju u kojoj više nemaš što izgubiti".

## Filmska karijera
Filmsku karijeru otpočinje s dva kratkometražna filma, "Gradski lutalica" (Der Stadtsreicher, 1965.) i "Mali kaos" (Das kleine Chaos, 1966.), a 1969. snima svoja tri prva dugometražna igrana filma ("Ljubav je hladnija od smrti" — Liebe ist kälter als Tod; "Katzelmacher"; "Bogovi kuge" — Götter der Pest); u sva tri očigledni su utjecaji Jeana Luca Godarda, političkog filma i kazališnog iskustva, a njihova monotona retorika i naglašene socijalno-političke teze jasne su oznake dnevnopolitičkog pamfletizma. U filmu "Zašto je poludio gospodin R.?" (Warum läuft Herr R. Amok?, 1970.), u kojem se mirni činovnik vješa u zahodu nakon što je poubijao cijelu svoju obitelj, najjasnije dolazi do izražaja Fassbinderov korjeniti prosvjed protiv apsurdnosti građanske egzistencije. Otkrivši privlačivost filmova Douglasa Sirka, Fassbinder se početkom 70-ih godina okreće melodrami kao formi za iskazivanje svoga svjetonazora. Tako, u suptilnoj homoerotskoj priči "Gorke suze Petre von Kant" (Die bitteren Tränen der Petra von Kant, 1972.) duševnu nestalnost ženskih likova pokušava izdići na razinu općeljudske patnje, dok u filmu Effi Briest (Fontane Effi Briest, 1974.) profinjenom osjećajnošću otkriva socijološke aspekte jedne ljubavne veze iz XIX st. U posljednjoj fazi stvaralaštva, u filmovima "Brak Marije Braun" (Die Ehe der Maria Braun, 1979.), "Lola" (1981.) i "Lili Marleen" (1981.) odstupa od stila komorne melodrame i na spektakularnoj povijesno-polititičkoj pozadini kroz ženske likove simbolički projicira sudbinu ratne i poratne Njemačke.

## Stil
Jedan od najplodnijih poslijeratnih filmskih redatelja uopće (svojim je filmovima uvijek i scenarist ili koscenarist), režirao je tridesetak igranih filmova te glasovitu tv-seriju "Berlin Alexanderplatz" (1979.) u 13 epizoda (uz još dvije kraće tv-serije), što za redatelja njegove dobi predstavlja iznimno bogat opus. Unatoč tematskoj raznolikosti, njegovi su filmovi pretežito utemeljeni na pričama i motivima iz zapadnonjemačke svakodnevice koju često prikazuju kritički oporo, čak nemilosrdno. Pritiješnjen opterećenjima iz prošlosti, izazvan opuštenošću i učmalošću sadašnjosti, Fassbinder svojim filmovima stvara negativnu sliku sociološke i psihološke geneze njemačkog »društva obilja« i malograđanske ravnodušnosti. Njegov protest, koji nerijetko vibrira između frustracije, opscenosti (npr. često i vrlo otvoreno izražavanje homoseksualnosti) i kadikad teško pojmljivog naturalizma, na kraju se pretvara u buntovništvo s vidljivim znacima anarhičnog skepticizma. Tipični je predstavnik onog vala suvremenih redatelja koji radnju vode s pozicija ženskih protagonista, pa se u njegovim filmovima pojavio i proslavio cijeli niz markantnih glumica (Hanna Schygulla, koja je ostvarila i međunarodnu karijeru, te Eva Mattes, Barbara Sukowa, Margit Carstensen, Ingrid Caven i Irm Hermann).
Fassbinder se često pojavljivao na televiziji kao pobornik i tumač američke melodrame (posebno djela Douglasa Sirka), što je znatno utjecalo na revalorizaciju opusa tog redatelja i promjenu odnosa prema melodrami uopće. Glumio je u nekim svojim filmovima (ali i u nekoliko djela drugih autora — npr. "Sjenke anđela", 1975., D. Schmieda, prema Fassbinderovu scenariju), objavio je više zapaženih publikacija o filmu i — unatoč više državnih nagrada — žestoko polemizirao o stanju zapadnonjemačkog društva (npr. film "Njemačka u jesen" — Deutschland im Herbst, 1977., suredatelj s Volkerom Schlöndorffom, Alexanderom Klugeom i drugim).

## Dvadeseta obljetnica smrti
5. veljače 2002. godine Izložbom "Rainer Werner Fassbinder pjesnik i majstor filma", otvorenom u Domu hrvatskih likovnih umjetnika, Filmski centar najavio je ciklus filmova toga njemačkog redatelja u "Kinoteci". Putujuća dokumentacijska izložba, koju je priredio Goethe-Institut Kroatien u povodu 20. obljetnice Fassbinderove smrti, dala je uvid u život i djelo tog filmaša. Izložene su fotografije, scenariji, rukopisi, skice kostima iz njegovih filmova i televizijskih serija.
Otvarajući izložbu, predsjednik Vijeća Filmskog centra Hrvoje Hribar, Fassbindera je nazvao genijem. U sklopu izložbe prikazan je polusatni dokumentarni film "Fassbinder 77" i cijela TV serija "Berlin Alexanderplatz".

## Važniji filmovi
- Gradski lutalica (Der Stadtsreicher, 1965.)
- Mali kaos (Das kleine Chaos, 1966.)
- Ljubav je hladnija od smrti (Liebe ist kälter als Tod, 1969.)
- Žabar (Katzelmacher, 1969.)
- Bogovi kuge (Götter der Pest, 1970.)
- Zašto je poludio gospodin R.? (Warum läuft Herr R. Amok?, 1970.)
- Rio das mortes (1970.)
- Bijelac (Whity, 1970.)
- Američki vojnik (Der amerikanische Soldat, 1970.)
- Sveta bludnica (Warnung vor einer heiligen Nutte, 1971.)
- Piljar (Handler der vier Jahreszeiten, 1971.)
- Gorke suze Petre von Kant (Die bitteren Tränen der Petra von Kant, 1972.)
- Neorganizirana razmjena (Wildwechsel, 1972.)
- Svijet na kabelima (Welt am Draht, 1973.) TV
- Effi Briest (Fontane Effi Briest, 1974.)
- Svi drugi se zovu Ali (Angst essen Seele auf, 1974.)
- Majka Kusters putuje na nebo (Mutter Kusters' Fahrt zum Himmel, 1975.)
- Nasilje slobode (Faustrecht der Freiheit, 1975.)
- Sotonina pečenka (Satansbraten, 1976.)
- Kineski rulet (Chinesisches Roulette, 1976.)
- Beznadežnost (Despair/Eine Reise ins Licht, 1977.)
- Brak Marije Braun (Die Ehe der Maria Braun, 1979.),
- U godini s 13 Mjeseca (In einem Jahr mit 13 Monden, 1978.)
- Treća generacija (Die dritte Generation, 1979.)
- Lola (1981.)
- Lili Marleen (1981.)
- Čežnja Veronike Voss (Die Sehnsucht der Veronika Voss, 1982.)
- Querelle (Querelle de Brest, 1982.)

## Vanjske poveznice
- Rainer Werner Fassbinder Foundation
- Rainer Werner Fassbinder u internetskoj bazi filmova IMDb-u (engl.)
- Članak u Vjesniku iz 2002. godine o dvadesetoj godišnjici Fassbinderove smrti[neaktivna poveznica]